# 50th Birthday Celebration Volume 1
50th Birthday Celebration Volume 1 (stilizzato come 50¹) è un album dal vivo del gruppo musicale jazz d'avanguardia statunitense Masada String Trio, pubblicato il 24 febbraio 2004 dalla Tzadik Records.
È il primo volume di una serie di dodici album dal vivo che documentano dei concerti fatti in onore del cinquantesimo compleanno di John Zorn.
Questo album contiene 11 delle 205 composizioni contenute nel primo libro delle composizioni Masada.

## Tracce
Musiche di John Zorn.
1. Tahah (75° composizione) – 7:53
2. Abidan (90° composizione) – 5:25
3. Lachish (54° composizione) – 3:29
4. Sippur (202° composizione) – 3:27
5. Malkhut (178° composizione) – 5:02
6. Meholalot (189°  composizione) – 6:30
7. Kedushah (191° composizione) – 8:31
8. Ner Tamid (186° composizione) – 3:37
9. Karet (185° composizione) – 4:12
10. Moshav (193° composizione) – 8:07
11. Khebar (166° composizione) – 6:50

Durata totale: 63:03

## Formazione
- John Zorn – direzione, produttore
- Mark Feldman – violino
- Erik Friedlander – violoncello
- Greg Cohen – contrabbasso